# Kap Verde ved sommer-OL 2024
Kap Verde deltog i sommer-OL 2024 i Paris i Frankrig i perioden 26. juli til 11. august 2024.
Kap Verde vandt deres første olympiske medalje i nogen sportsgren, hvor bokseren Daniel Varela de Pina vandt bronze i kategorien 51 kg for mænd.

## Medaljer
| 2024 Paris | Guld | Sølv | Bronze | Total |
| Kap Verde  | 0    | 0    | 1      | 1     |

### Medaljevinderne
| Kap Verde under sommer-OL 2024 i Paris | Kap Verde under sommer-OL 2024 i Paris | Kap Verde under sommer-OL 2024 i Paris | Kap Verde under sommer-OL 2024 i Paris | Kap Verde under sommer-OL 2024 i Paris |
| Medalje                                | Navn                                   | Sport                                  | Event                                  | Dato                                   |
| -------------------------------------- | -------------------------------------- | -------------------------------------- | -------------------------------------- | -------------------------------------- |
| Bronze                                 | Daniel Varela de Pina                  | Boksning                               | Fluevægt (51 kg) for herrer            | 4. august                              |